# 沈文忠
沈文忠（1968年5月—），男，中国物理学家，上海交通大学物理系教授。研究领域为半导体光谱与光电子器件等。中国教育部第三批“长江学者”特聘教授。发表论文百余篇，获得多项发明专利。